# Барнстон (Небраска)
Барнстон (англ. Barneston) — селище (англ. village) в США, в окрузі Ґейдж штату Небраска. Населення — 90 осіб (2020).

## Географія
Барнстон розташований за координатами 40°2′55″ пн. ш. 96°34′25″ зх. д. / 40.04861° пн. ш. 96.57361° зх. д. (40.048697, -96.573598).  За даними Бюро перепису населення США в 2010 році селище мало площу 0,64 км², з яких 0,63 км² — суходіл та 0,00 км² — водойми.

## Демографія
Згідно з переписом 2010 року, у селищі мешкало 116 осіб у 48 домогосподарствах у складі 28 родин. Густота населення становила 182 особи/км².  Було 55 помешкань (86/км²).
Расовий склад населення:
| - 93,1 % — білих |

До двох чи більше рас належало 6,9 %. Частка іспаномовних становила 8,6 % від усіх жителів.
За віковим діапазоном населення розподілялося таким чином: 20,7 % — особи молодші 18 років, 66,4 % — особи у віці 18—64 років, 12,9 % — особи у віці 65 років та старші. Медіана віку мешканця становила 45,0 року. На 100 осіб жіночої статі у селищі припадало 90,2 чоловіків;  на 100 жінок у віці від 18 років та старших — 100,0 чоловіків також старших 18 років.
Середній дохід на одне домашнє господарство  становив 42 357 доларів США (медіана — 38 958), а середній дохід на одну сім'ю — 45 859 доларів (медіана — 43 750). Медіана доходів становила 26 563 долари для чоловіків та 35 417 доларів для жінок. За межею бідності перебувало 15,8 % осіб, у тому числі 7,7 % дітей у віці до 18 років та 0,0 % осіб у віці 65 років та старших.
Цивільне працевлаштоване населення становило 46 осіб. Основні галузі зайнятості: освіта, охорона здоров'я та соціальна допомога — 28,3 %, роздрібна торгівля — 19,6 %, виробництво — 19,6 %.